# Slaget vid Runafer
Slaget vid Runafer var ett slag under första polska kriget, som stod den 3 februari 1567 i Estland mellan svenska styrkor under Henrik Klasson Horn af Kanckas och polska trupper.
Under år 1566 hade Horn fått Erik XIV:s uppdrag att ta tillbaka Pernau från polackerna eller skövla Riga stift, för att därigenom förhindra ett polskt anfall mot svenskt område. Rustmästaren Klas Kursell fick order om att utföra härjningar i Riga stift. Försöken att återvinna Pernau misslyckades dock.
I början av år 1567 genomförde polackerna hämndaktioner för härjningarna och den polske fältöversten Talwos anföll svenskt område. Den 3 februari mötte svenskarna polackerna vid Runafer och led ett svidande nederlag. Den estniska adeln, som för första gången utförde rusttjänst, led stora förluster efter medelmåttiga insatser. Totalt anges de svenska förlusterna till 2 000 man. Efter segern fortsatte polackerna att härja på svenskt område, men deras resurser räckte inte för att utnyttja segern. Horn ersattes av Kursell som befälhavare över de svenska styrkorna i Estland sedan han fallit i kunglig onåd.